# Garcia Rodrigues Velho
Garcia Rodrigues Velho (nascido em data desconhecida e falecido antes de 1623) foi um bandeirante paulista. Português de nascimento, foi casado com Catarina Dias, esta, filha de Domingos Dias e Maria de Chaves.
Filho de Garcia Rodrigues e de Brígida Machado, foi irmão de Francisco Rodrigues Velho. Seu pai, por sua vez, descendia de Garcia Rodrigues e de Isabel Velho.
Foi, ainda, pai de Garcia Rodrigues Velho Filho (paulista) que se casou com D. Maria Betim (Bemtink). Do nome desta família resulta o da cidade de Betim em Minas Gerais.
Era avô de Maria Garcia Betim, mulher de Fernão Dias  e, portanto, bisavô de Garcia Rodrigues Pais, o construtor do Caminho Novo da Estrada Real, iniciado em 1701 e concluído por seu primo e cunhado Domingos Rodrigues da Fonseca Leme.
Foi capitão da vila de São Paulo em 1609, e em 1612 fez entrada ao sertão dos índios caiapós até 1613, já estando morto em 1623.